# Rjógoku Kokugikan

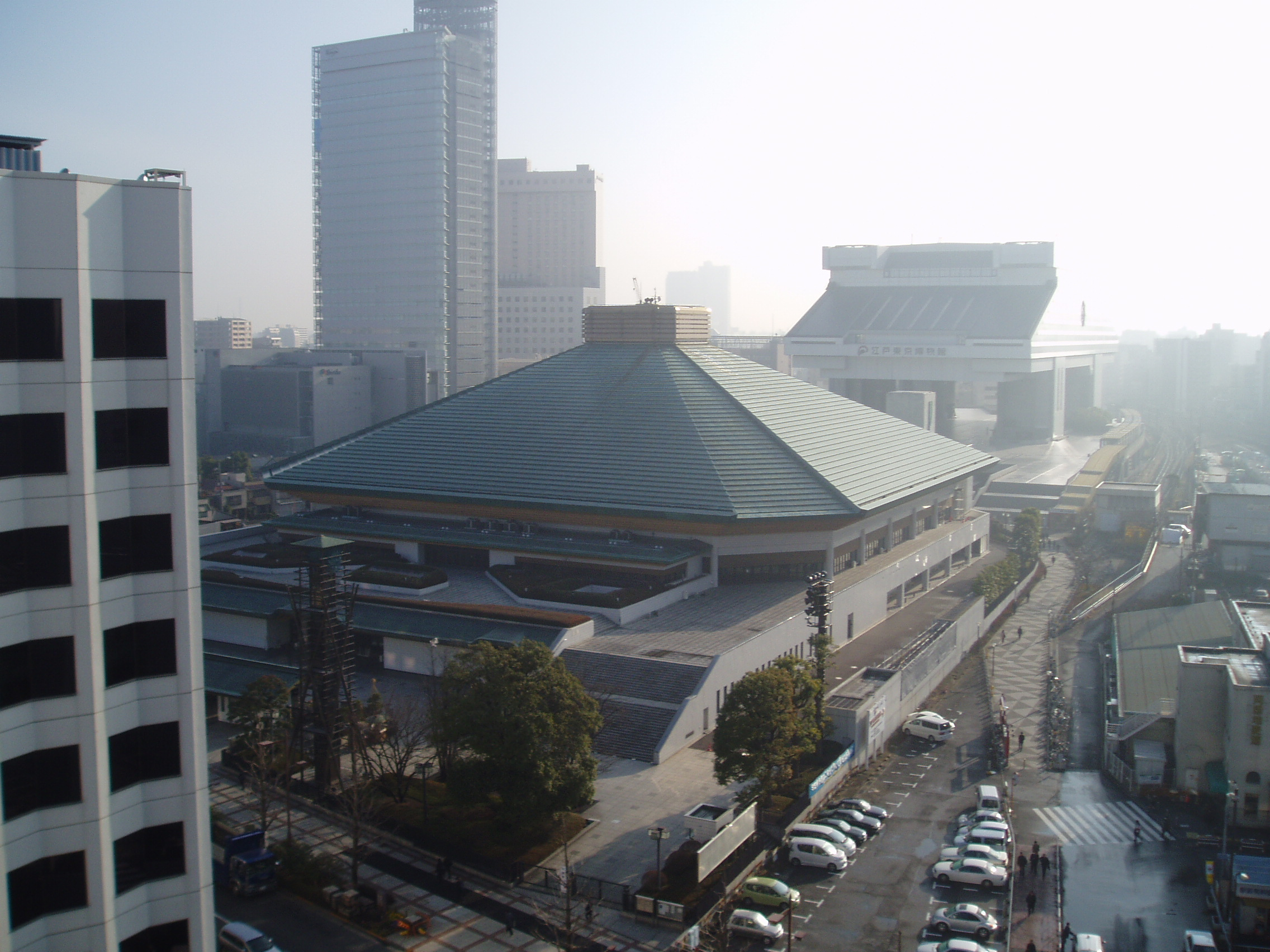
A csarnok 2006 februárjában

A Rjógoku Kokugikan (両国国技館, nyugaton Ryogoku Kokugikan) a Japán Szumószövetség tokiói szumócsarnoka, nevét a Szumida kerületbeli Rjógoku városrészről kapta, ahol áll. A jelenlegi, 1985-ben átadott épület nem az első, amelyik ezt a nevet viseli: a szumó Meidzsi-kori népszerűsödésével 1909-ben húzták fel az első csarnokot ezzel a névvel. A mai épület 13 000 néző befogadására képes, a legnevesebb esemény, amit itt rendeznek, a januári hacubaso, a májusi nacubaso és a szeptemberi akibaso, illetve működik itt egy múzeum is.
A csarnok 1909-ben épült elődjében a második világháborúig tartottak szumótornákat. A háború alatt a japán hadsereg vette használatába az épületet, ezért a tornákat egy baseballstadionban, szabadtéren rendezték meg. A kapituláció után, 1945-ben és 1946-ban rendezhettek még az eredeti csarnokban egy-egy tornát, ezután viszont a Meidzsi-szentélybe kellett ezeket áthelyezni, mert az épületben egy korcsolyapályát alakítottak ki. 1954-ben, ahogy a Kuramae Kokugikan megnyílt, a tornák ismét költöztek, mai helyükre pedig 1985-ben kerültek vissza.